# Královské pole s pomníkem Přemysla Oráče

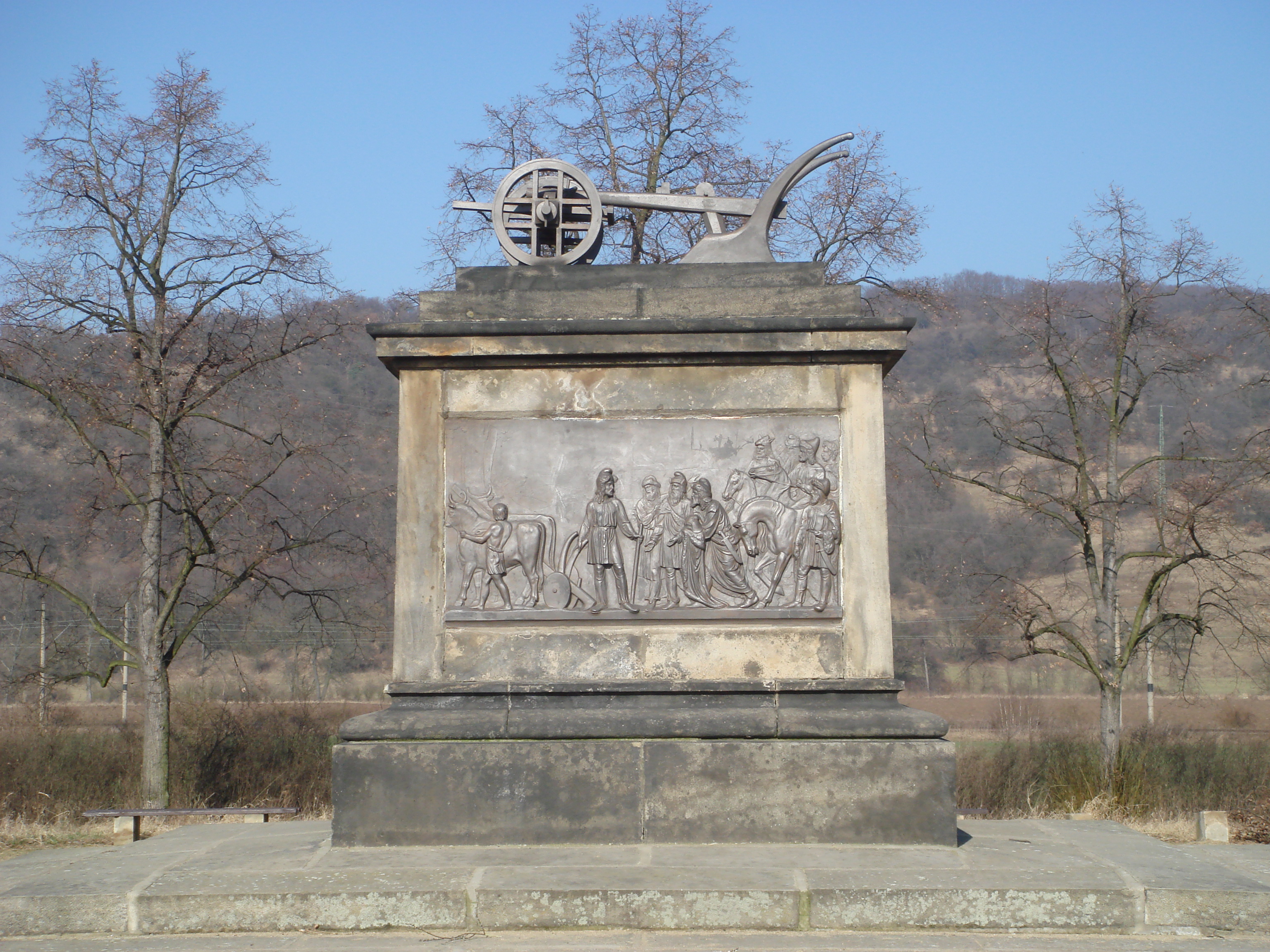
Pomník Přemysla Oráče na Královském poli

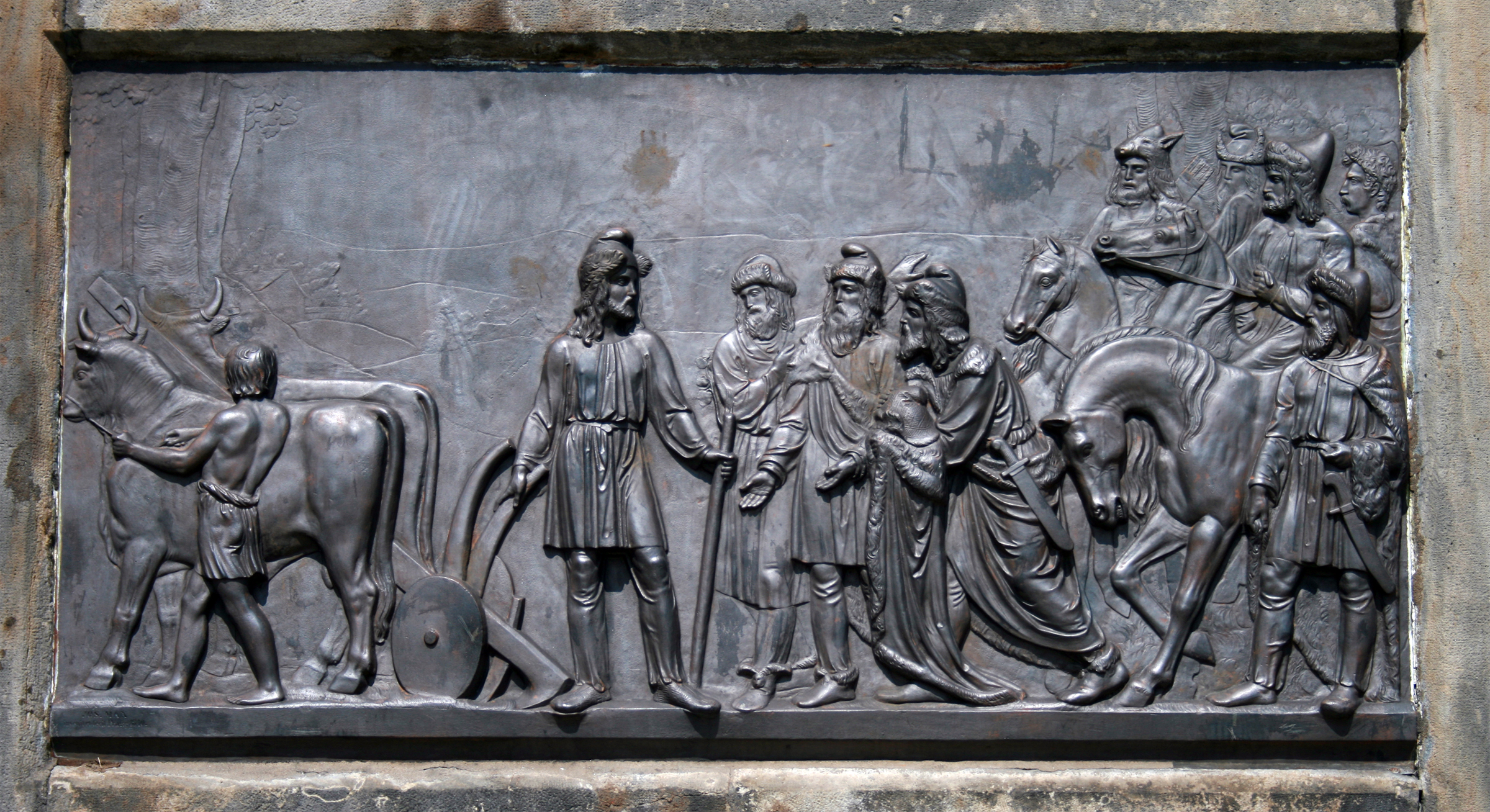
Železný reliéf na pomníku, zobrazující setkání Přemysla Oráče s poselstvem kněžny Libuše

Královské pole s pomníkem Přemysla Oráče je česká národní kulturní památka. Skládá se z Královského pole a na něm vybudovaného pomníku Přemysla Oráče. Leží blízko obce Stadice, šest kilometrů jihozápadně od města Ústí nad Labem. Za národní kulturní památku bylo Královské pole s pomníkem Přemysla Oráče prohlášeno v roce 1962.

## Královské pole
Královské pole (německy Königsfeld) je historické místo, ze kterého byl podle legendy povolán Přemysl Oráč, zakladatel českého knížecího a později královského rodu Přemyslovců, na český knížecí stolec. Rozměry Královského pole sloužily ve středověku jako základ české polní míry.

## Pomník Přemysla Oráče
Roku 1841 nechal na Královském poli zbudovat hrabě Ervín z Nostic podle návrhu architekta F. Staumanna pomník Přemysla Oráče. Pomník tvoří profilovaný kamenný podstavec, na němž stojí pluh ze železné litiny. Na přední a zadní straně podstavce jsou osazeny dva reliéfy ze železné litiny, odlité roku 1840 ve slévárně hraběte Vrbny v Komárově u Hořovic podle předloh Josefa Maxe. Zobrazují dva zásadní momenty z přemyslovské legendy, zaznamenané kronikářem Kosmou:
- Setkání Přemysla Oráče při orbě s poselstvem kněžny Libuše,
- Přemyslův příchod na Vyšehrad a přijetí dcerami knížete Kroka – Libuší, Kazi a Tetou.

Na levé straně podstavce je vytesán nápis „ZDE OD PLUHU PŘEMYSL k WÉWODSTWJ POWOLÁN. WZDĚLANY MDCCCXLI.“. Na pravé straně podstavce byl  tentýž nápis v němčině. V roce 1945 byl zbroušen a na jeho místě vyveden nový nápis "VLÁDA VRÁTILA SE DO RUKOU TVÝCH, Ó LIDE ČESKÝ. 1945."